# Mittenothamnium tamariscifrons
Mittenothamnium tamariscifrons là một loài Rêu trong họ Hypnaceae. Loài này được (Broth. & Geh.) Cardot mô tả khoa học đầu tiên năm 1913.